# Benjamin Leroy
Benjamin Leroy (Cucq, 7 aprile 1989) è un calciatore francese, portiere del Lorient.

## Carriera
Dal 2010 al 2014 ha giocato quattro stagioni con il Tours in Ligue 2, per un totale di 108 partite.
Nel 2014 passa all'Evian, in Ligue 1.
Nel 2016 viene ingaggiato dal Digione.

## Palmarès

### Club

#### Competizioni nazionali
- Campionato francese di seconda divisione: 1

Lorient: 2024-2025